# Engelbert Humperdinck

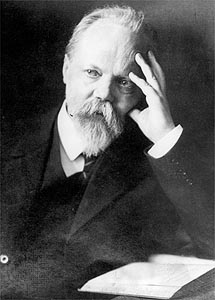
Engelbert Humperdinck
(1854-1921)

Engelbert Humperdinck (n. 1 septembrie 1854, Siegburg, Provincia Rinului⁠(d), Regatul Prusiei – d. 27 septembrie 1921, Neustrelitz, Republica Democrată Germană, Republica de la Weimar), a fost un remarcabil reprezentant al romantismului german, valorificând într-o manieră aparte înclinația sa spre opera-basm.
În 1890, afirmat deja pe plan componistic ca autor al unor ample lucrări vocale și instrumentale, Engelbert Humperdinck începe să lucreze la textul unui basm popular german al fraților Grimm, pe care sora sa, Adelheid Wette, l-a transformat într-un libret de operă. Este vorba despre basmul muzical „Hänsel și Gretel”. Premiera operei a avut loc la data de 23 decembrie 1893 la Weimar (Germania), avându-l la pupitru pe Richard Strauss, constituind un eveniment muzical al acelui timp.
Engelbert Humperdinck a lăsat copiilor mai multe basme muzicale de o neasemuită frumusețe, ce ilustrează ultima epocă a romantismului german, contribuind efectiv la afirmarea unui stil național, în momentul în care „verismul” începe să domine toate scenele lirice.

## Creații
- Harzipere (1868)
- Perla  (1868)
- Claudine von Villa Bella (1868–1872)
- Fedelma (1883)
- Opera Hänsel și Gretel (1893)
- Die sieben Geislein (1895)
- Dornröschen (1902)
- Die Heirat wider Willen (1902–1905)